# Jisü Möngke
Jisü Möngke (zm. 1252) – chan ułusu Czagataja (1246/1247–1252), syn Czagataja, wnuk Czyngis-chana.
Jisü Möngke, odsunięty od dziedziczenia przez Ugedeja na rzecz Kara Hülëgü, został ok. 1246 r. mianowany władcą Chanatu Czagatajskiego przez nowego wielkiego chana Gujuka, z którym łączyła go przyjaźń.
Jisü Möngke oddawał się jednak pijaństwu, a rządy w jego imieniu sprawowała żona, bratanek Büri oraz muzułmańscy ministrowie (m.in. Beha ad-Din Marghinani). Jisü Möngke uchodził za władcę sprzyjającego islamowi. Jego siedziba znajdowała się w Ałmałyku.
Kiedy władzę wielkiego chana objął Mongke (1251–1259), rozpoczął czystki wśród zwolenników rodu Ugedeja, wśród których byli Czagataidzi. Jisü Möngke i Büri zostali zesłani do obozu Batu-chana na terenie Niebieskiej Ordy, gdzie zostali straceni. Mongke zaś przywrócił Kara Hülëgü do władzy na zmniejszonym terytorium ułusu.